# UCI Nations Cup U23 / 2007
De UCI Nations Cup U23 / 2007 is de eerste uitgave van de UCI Nations Cup U23 voor jonge wegwielrenners onder de 23 jaar. Deze wordt jaarlijks ingericht door de UCI en levert per wedstrijd punten op die resulteren in een rangschikking per land.

## Wedstrijden
| Code   | Naam wedstrijd           | Winnaar                 |
| ------ | ------------------------ | ----------------------- |
| 2.Ncup | GP van Portugal U23      | Vitor Rodrigues         |
| 1.Ncup | La Côte Picarde          | Simon Špilak            |
| 1.Ncup | Luik-Bastenaken-Luik U23 | Grega Bole              |
| 2.Ncup | Giro delle Regioni       | Rui Alberto Costa Faria |
| 2.Ncup | Grand Prix Willem Tell   | Anton Reshetnikov       |
| 2.Ncup | Tour de l'Avenir         | Bauke Mollema           |

## Eindstand
| Plaats | Land       | Punten |
| ------ | ---------- | ------ |
| 1      | Slovenië   | 108    |
| 2      | Frankrijk  | 106    |
| 3      | Denemarken | 102    |
| 4      | Nederland  | 79     |
| 5      | Rusland    | 75     |
| 6      | Portugal   | 71     |
| 7      | Rusland    | 54     |
| 8      | Italië     | 64     |
| 9      | Spanje     | 47     |
| 10     | België     | 47     |

2007 · 
2008 · 
2009 · 
2010 · 
2011 · 
2012 · 
2013 · 
2014 · 
2015 · 
2016 · 
2017 · 
2018 · 
2019 · 
2020